# Османіє (місто)
Османіє (тур. Osmaniye) — невелике місто на півдні Туреччини, в ілі Османіє. Населення 194 339 чоловік (станом на 2009 рік).

## Історія
Місто та прилегла територія розташована у важливому історичному районі Близького Сходу. Багато різних народів та цивілізацій залишили слід у культурі міста: хетти, перси, римляни, греки, курди, араби, турки.
Ісламська присутність в області була спочатку встановлена Харуном Ал-Рашидом, султаном Абассидського халіфату. У XI столітті місто часто переходило з рук у руки.
Після битви при Манцикерте у 1071 році район Османіє був взятий турками. Майже на 20 років візантійці залишили цей район. На початку XII століття район був повернений у володіння Візантії, аж до 1204, до 4-го хрестового походу та розграбування Константинополя. Потім місто належало Малій Вірменії. У XVI столітті було захоплено турками-османами.
У другій половині XIX століття отримав свою сучасну назву — Османіє.